# Eleazar de Carvalho
Eleazar de Carvalho (28. června 1912 Iguatu, Ceará, Brazílie – 12. září 1996 São Paulo) byl braziliský dirigent, hudební skladatel a pedagog.

## Život
De Carvalhovy rodiče byli Manuel Alfonso de Carvalho a Dalila Mendonça. Studoval na Berkshire Music Center ve Spojených státech u Sergeje Kusevického a později se stal jeho asistentem ve stejné době jako Leonard Bernstein. Získal titul Ph.D. na Washington State University v roce 1963.
Po návratu do Brazílie působil jako šéfdirigent u Orquestra Sinfônica Brasileira Rio de Janeiro, Orquestra Sinfônica do Estado de São Paulo, Orquestra Sinfônica do Recife, Orquestra Sinfônica da Paraiba a také u Orquestra Sinfônica de Porto Alegre. V letech 1963–1968 působil ve Spojených státech jako hudební ředitel Saint Louis Symphony Orchestra (SLSO).
Vyučoval na Hofstra University v Long Islandu a na Juilliard School v New Yorku. V roce 1987 se stal profesorem na Yale University v New Havenu. Od roku 1994 působil jako emeritní profesor. Mezi jeho žáky patřili dirigenti jako Claudio Abbado, Charles Dutoit, Zubin Mehta, Gustav Meier, Seiji Ozawa, José Serebrier a David Zinman.
De Carvalho se nejprve oženil s Jocy de Oliveirovou a měl s ní syna Eleazara de Carvalho Filho, který se stal významným ekonomem. Později se oženil znovu se Soniou Muniz de Carvalho, se kterou měl syna Sergeje a dceru Claudii.